# Grantorto
Grantorto är en ort och kommun i provinsen Padova i regionen Veneto i Italien. Kommunen hade 4 595 invånare (2018).